# كولم مياني
كولم مياني (بالإنجليزية: Colm Meaney)‏ ممثل أيرلندي ولد في (30 مايو 1953، دبلن - أيرلندا).

## حياته
ولد كولم مياني في 30 مايو عام 1953 في مدينة دبلن بأيرلندا، اتجه إلى التمثيل في الرابعة عشرة من عمره على مسرح المدرسة، وبعد تخرجه في المدرسة الثانوية كانت بدايته على المسرح القومي البولندي الذي يرجع تاريخ افتتاحه إلى عام 1904، وكان أول ظهور له في عمل تليفزيوني عام 1978 من خلال مسلسل (السيارات - زد) الذي ظهر فيه حلقة واحدة وتكرر الأمر في العديد من المسلسلات مثل (ريمنجتن ستييل) و(ضوء القمر) وكان شخصية رئيسية في العديد من المسلسلات أبرزها (ستار تريك: الجيل الصاعد)، والذي قدم فيه سبعة أجزاء وكذلك (ستار تريك: الفضاء العميق التاسع) الذي شارك فيه لسبعة مواسم أيضا، كما قدم كولم ما يقرب من 70 فيلما أشهرها (النهاش)، الذي رشح عنه لجائزة غولدن غلوب لأحسن ممثل 1994.

## روابط خارجية
- كولم مياني على موقع IMDb (الإنجليزية)
- كولم مياني على موقع ألو سيني (الفرنسية)
- كولم مياني على موقع ميوزك برينز (الإنجليزية)
- كولم مياني على موقع أول موفي (الإنجليزية)
- كولم مياني على موقع قاعدة بيانات برودواي على الإنترنت (الإنجليزية)
- كولم مياني على موقع قاعدة بيانات الأفلام السويدية (السويدية)
- كولم مياني على موقع إن إن دي بي (الإنجليزية)
- كولم مياني على موقع قاعدة بيانات الفيلم (الإنجليزية)
- كولم مياني على موقع كينوبويسك (الروسية)